# 巴韋安島
巴韋安島，又譯馬威安，馬來西亞與新加坡常稱為毛燕（Boyan），是印度尼西亞的島嶼，位於泗水以北150公里的爪哇海，行政方面由東爪哇省管轄，面積196.27平方公里，最高點海拔655米，2009年人口約75,000，女性佔77%。
2024年3月22日，该岛近海发生地震。

## 外部連結
- UNESCO – Migration report on Malaysia（页面存档备份，存于）
- Experience Asia Through the Eyes of a Traveler – Indonesia's Bawean Island: The Magic of Faith （页面存档备份，存于）
- Bawean's Community — Information about Bawean （印尼文）
- BAWEANPOS – Menuju Bawean Mandiri

5°46′S 112°40′E / 5.767°S 112.667°E